# Stijlkamer

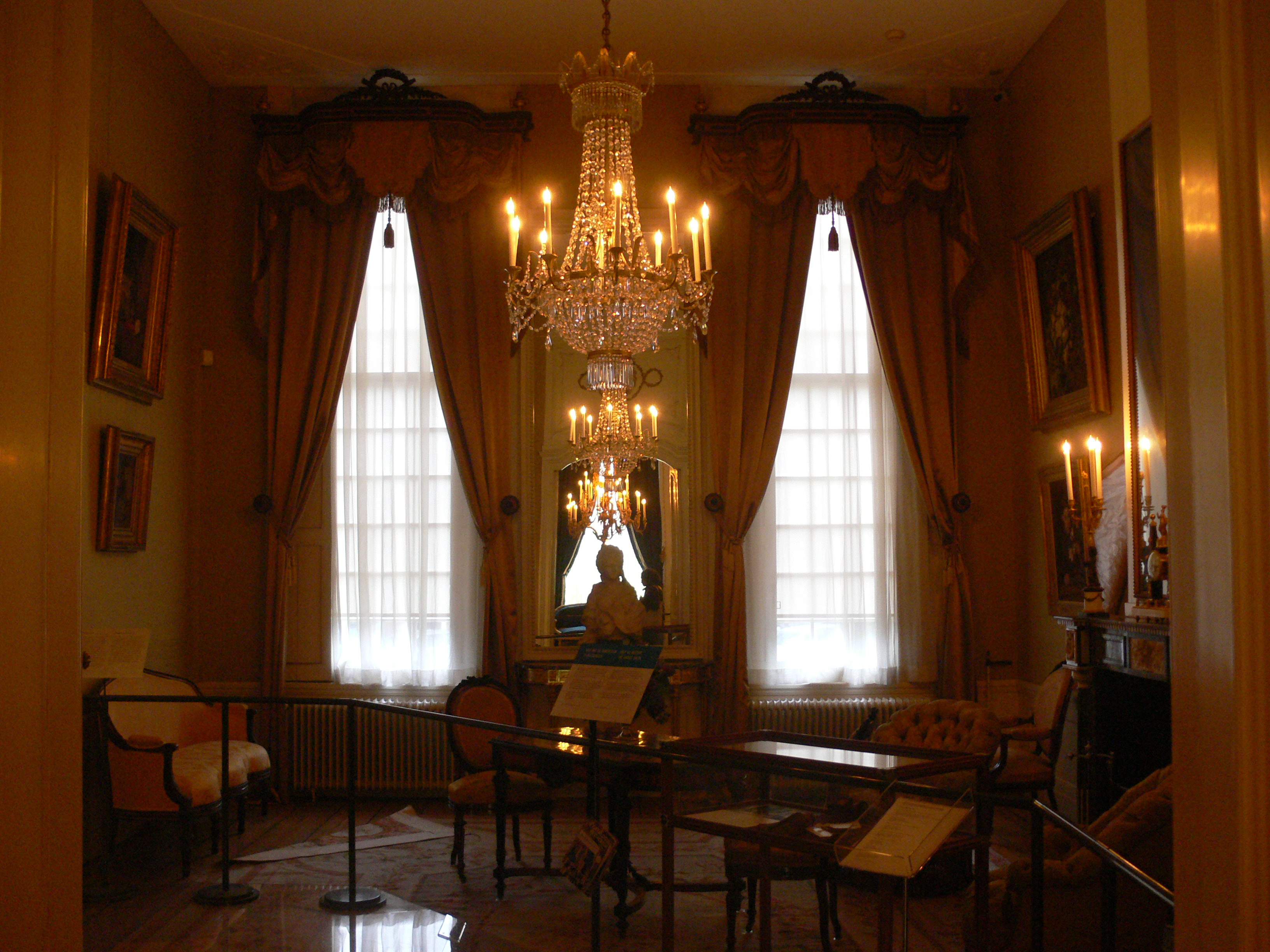
Een stijlkamer in het Museum Willet-Holthuysen in Amsterdam.

Een stijlkamer is een kamer opgebouwd in een museum uit een bepaalde tijd. Door middel van meubels, wandbekleding, schilderijen enz. kan men zich een beeld vormen over hoe mensen in een bepaalde tijd leefden.

## Nederland
In vele musea in Nederland zijn stijlkamers te zien, zoals in:
- het Gemeentemuseum Den Haag in Den Haag
- het Dordrechts Museum in Dordrecht
- het Museum Willet-Holthuysen in Amsterdam
- het Tassenmuseum Hendrikje in Amsterdam
- het Rembrandthuis in Amsterdam
- het Markiezenhof in Bergen op Zoom
- het Museum aan het Vrijthof in Maastricht
- het Ons' Lieve Heer op Solder in Amsterdam
- het Fries Museum in Leeuwarden
- het Stedelijk Museum Zwolle in Zwolle

Ook kamers, zalen en vertrekken in grote paleizen zijn een soort stijlkamers zoals in Paleis Het Loo in Apeldoorn en het Kasteel van Versailles bij Parijs.